# 72-я улица (линия Второй авеню, Ай-эн-ди)
|   |   |   |   |
| · | · | · | · |

|   |   |   |   |
| · | · | · | · |

«72-я улица» (англ. 72nd Street) — станция Нью-Йоркского метрополитена, расположенная на линии Второй авеню, Ай-эн-ди.  На станции останавливаются маршруты N (часть рейсов в часы пик в пиковом направлении) и Q (круглосуточно).
Станция была открыта 1 января 2017 года в качестве одной из трёх станций первой очереди линии. Территориально станция находится в Манхэттене, в округе Верхний Ист-Сайд и располагается на пересечении Второй авеню с 72-й улицей.

## Описание станции и её характеристики
Поскольку линия Второй авеню двухпутная на всём своём протяжении, платформы всех станций было решено располагать между путями, по «островному» принципу, а не по бокам от путей, что наиболее характерно для Нью-Йоркской системы метрополитена. Конструкция станции в целом сильно отличается от типовых станций, практически все из которых были построены в XX веке. Станция имеет односводчатую конструкцию, имеет довольно высокий уровень потолка, что больше походит на стандарты Вашингтонского метро, а не Нью-Йоркского. На станции установлена современная система кондиционирования воздуха: на поверхности не обычные вентиляционные решётки, а специальные вентиляционные башни, регулирующие воздухообмен на станции и в тоннелях. Температура воздуха на 6° С меньше, чем в среднем по системе. Станция также соответствует самым современным требованиям противопожарной безопасности, в то время как большинство колонных станций старого типа такого соответствия на данный момент не имеют.

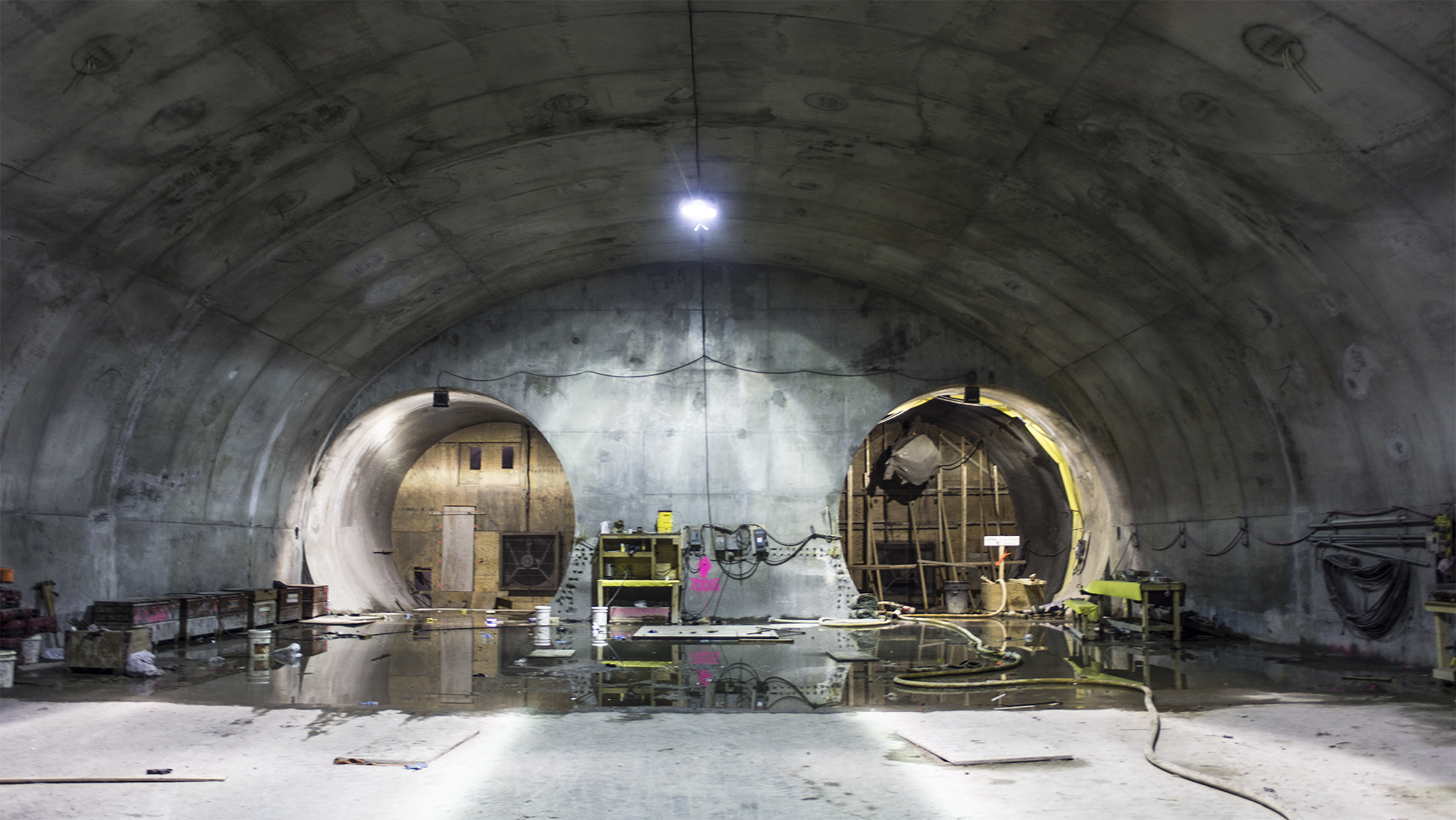
Соединение однопутных тоннелей с пространством станции

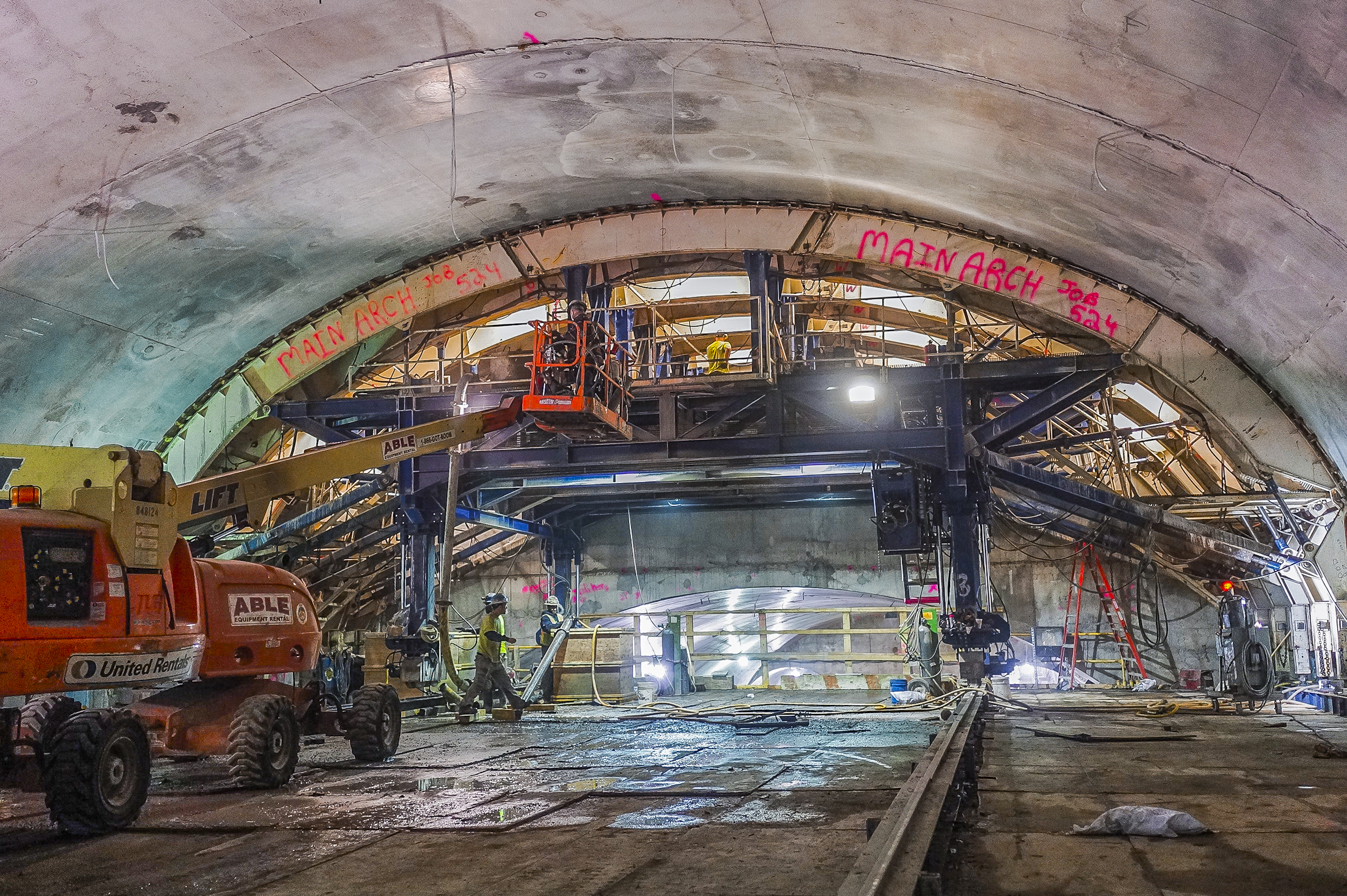
Строительство арочного свода

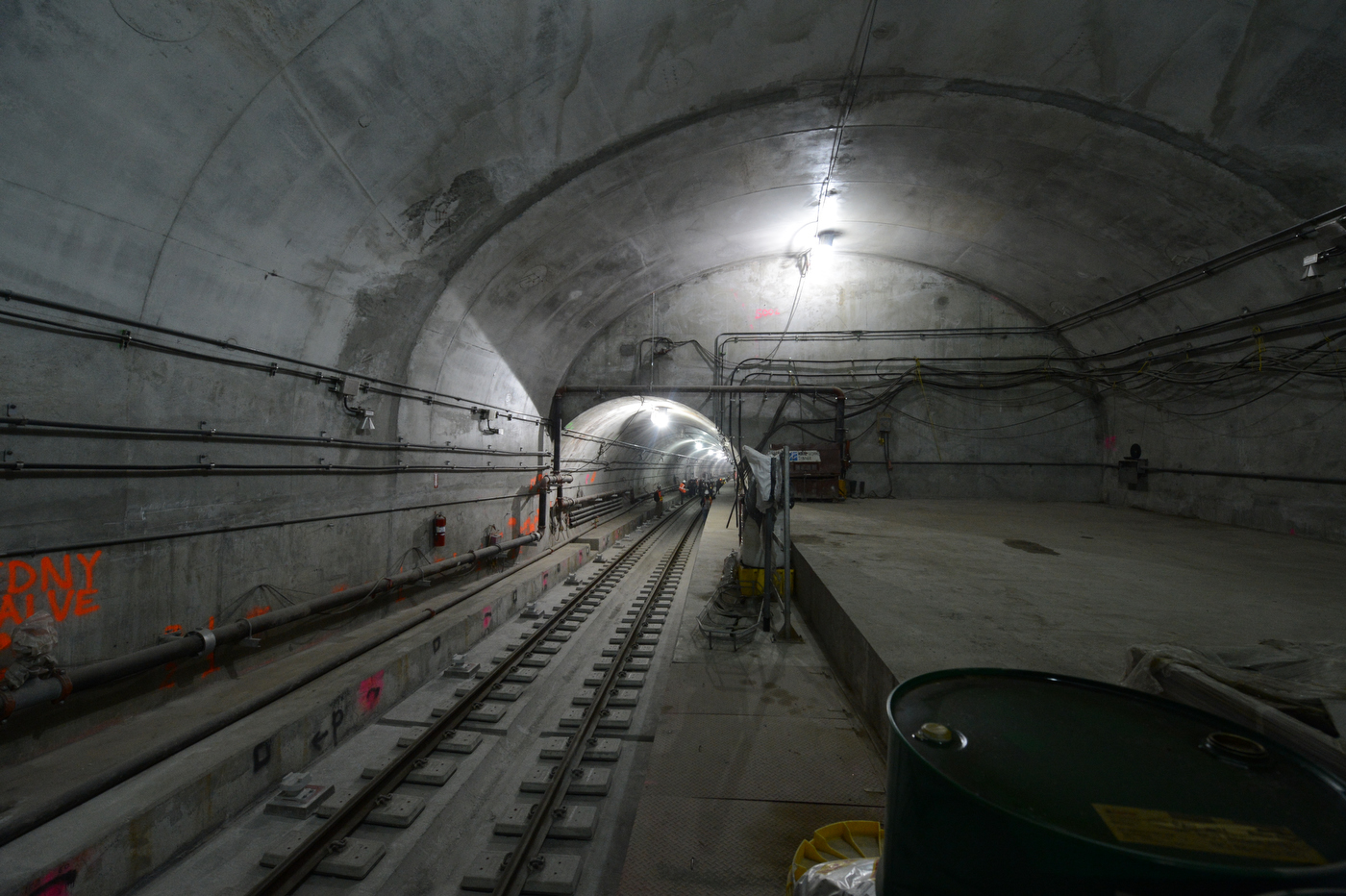
Задел под будущее продолжение линии Второй авеню в Нижний Манхэттен; съезд с линии на линию 63-й улицы

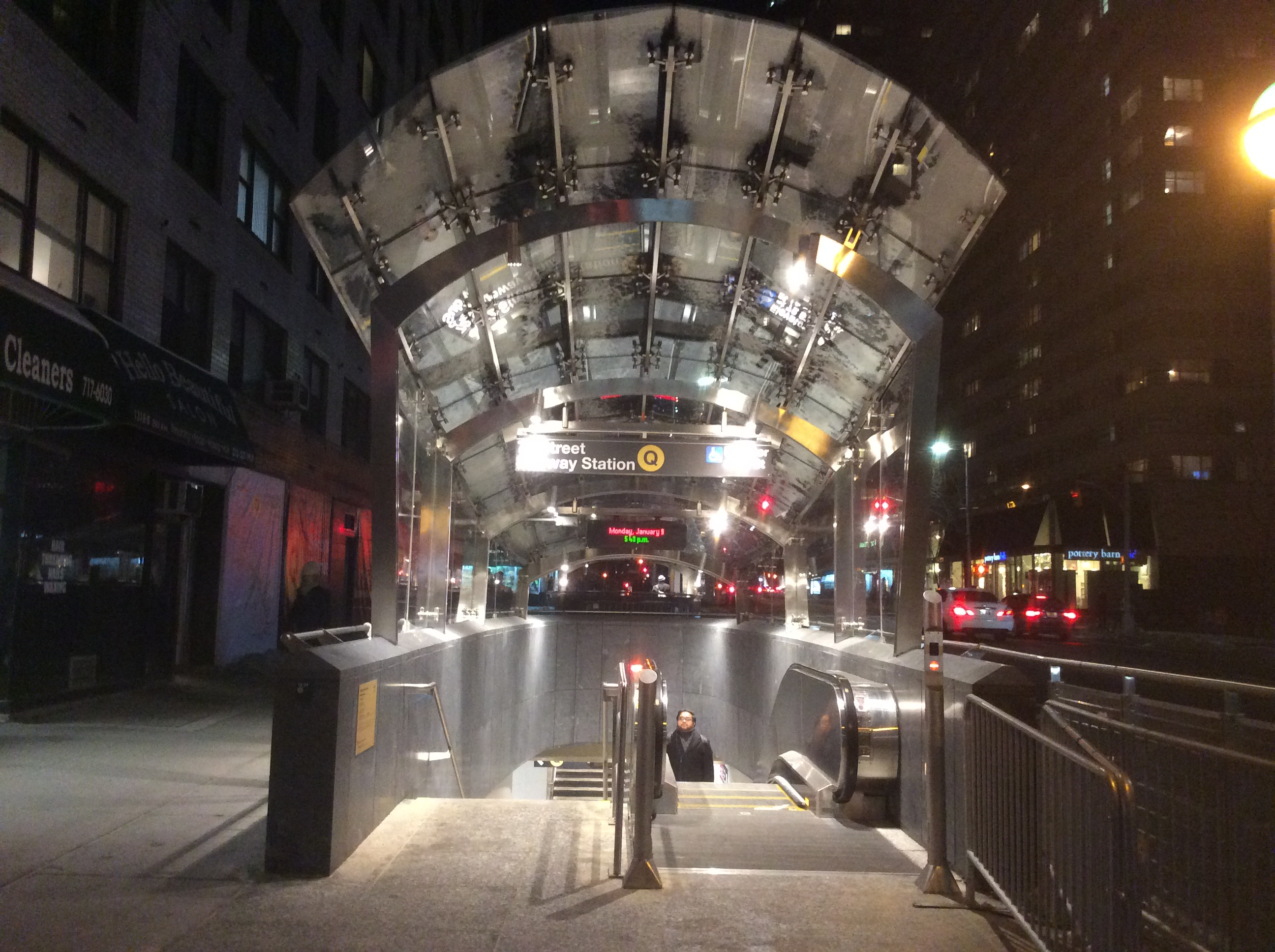
Выход на 70-ю улицу

Это станция глубокого заложения, что также не характерно для метрополитена Нью-Йорка, глубина залегания станции составляет 30 метров (99 футов). Первоначальный проект станции подразумевал строительство двух островных платформ на трёхпутном участке линии, однако вследствие дороговизны строительства трёхпутной линии глубокого заложения (что необходимо ввиду высокой плотности инженерных сетей в районе строительства), проект был пересмотрен, а линия построена двухпутной. В результате, ширина станции составила 21 метр против проектируемых 30 метров в изначальной планировке.
К северу и югу от станции располагаются перекрёстные съезды, которые не находятся в постоянной эксплуатации, а носят чисто служебное предназначение. Интересным инженерным решением стало строительство всего вышеописанного путевого сообщения и станции под одним сводом, то есть свод станции не заканчивается одной только платформой и лестницами в город, а продолжается далее на север и на юг как широкий двухпутный тоннель. Там вместо пассажирской платформы располагаются коммуникационные системы и стрелочные переводы; а пути не каждый в своём тоннеле, тем самым камер съездов как таковых нет. К югу от станции, далее за перекрёстным съездом, располагается ответвление с линии Второй авеню на линию 63-й улицы, по которому осуществляется единственное действующее соединение нового участка линии Второй авеню с остальной системой метрополитена. В месте ответвления стрелочные переводы отсутствуют, главные пути «сворачивают» с линии в боковые тоннели соединения. Тоннели вдоль линии Второй авеню в сторону Нижнего Манхэттена за камерой будущего съезда не построены.
В течение первой эксплуатационной недели, до 9 января 2017 года, эта станция, подобно двум другим, открывшимся на линии, работала не круглосуточно, а с 8 утра до 10 вечера.

## Выходы в город
Станция имеет три выхода в город, обслуживаемые в совокупности 11 эскалаторами и 5 лифтами. На поверхности имеется два служебных станционных строения, одно из них, на северо-западном углу Второй авеню и 72-й улицы, встроено во входной павильон. Второе располагается на северо-западном углу перекрёстка Второй авеню с 69-й улицей. Собственных вестибюлей станция не имеет: вход № 2 встроен в первый этаж углового здания, остальные представлены лестничными маршами и эскалаторами, ведущими прямо на тротуар улицы. Расположение выходов в город можно представить в виде следующей таблицы:
| Расположение в городе                                              | Доступ для людей с ограниченными возможностями | Number of exits                                |
| ------------------------------------------------------------------ | ---------------------------------------------- | ---------------------------------------------- |
| Выход в город № 1 Северо-восточный угол Второй авеню и 69-й улицы. |                                                | 1 лестница и 1 эскалатор                       |
| Выход в город № 1 Юго-восточный угол Второй авеню и 70-й улицы     |                                                | 1 лестница и 1 эскалатор                       |
| Выход в город № 2 Северо-западный угол Второй авеню и 72-й улицы   |                                                | 3 эскалатора (вход на 1 этаже углового здания) |
| Выход в город № 3 Юго-восточный угол Второй авеню и 72-й улицы     | Доступ для людей с ограниченными возможностями | 5 лифтов                                       |

Вопрос о местоположении выходов в город со станции имел широкое обсуждение и оказался весьма непростым при проектировании. Ширина выхода в город значительно превышает принятую на станциях старого типа, где вход и выход осуществляется по узкой лестнице шириной не более двух метров. Новые выходы заняли бы всю ширину тротуара на Второй авеню, что категорически не нравилось общественности. Изначально все выходы планировалось встроить в первый этаж углового дома, однако после обследования строений пригодным оказалось только здание на северо-западном углу перекрёстка Второй авеню и 72-й улицы, где и располагается единственный выход в город со станции подобного образца. Южный выход было решено перенести со Второй авеню на прилегающие 69-ю и 70-ю улицы, что потребовало сужения проезжей части, однако не сильно сказалось на транспортной ситуации ввиду малой загруженности этих поперечных улиц.